# Liste der brasilianischen Botschafter in Sierra Leone
Dies ist eine Liste der brasilianischen Botschafter in Sierra Leone. Die Botschaft Brasiliens befindet sich in der sierra-leonischen Hauptstadt Freetown an der Aberdeen Road im Stadtviertel Aberdeen. Sie wurde 2012 eingerichtet.
| Ernannt | Name                              | Bemerkungen | Mensagem Senado Federal | im Senat des Nationalkongress (Brasilien) vorgestellt am | ernannt von | akkreditiert während der Regierung von | Posten verlassen |
| ------- | --------------------------------- | ----------- | ----------------------- | -------------------------------------------------------- | ----------- | -------------------------------------- | ---------------- |
| 2012    | Luis Alexandre Iansen de Sant’Ana |             |                         |                                                          |             |                                        |                  |